# Денис Вайълет
Денис Сидни Вайълет (на английски: Dennis Sydney Viollet) е британски футболист, нападател. Той е роден на 20 септември 1933.

## Биография
Вайълет оцелява след Мюнхенската авиокатастрофа през 1958.
Денис е невисок футболист със здраво телосложение, но притежава висока скорост и отличен контрол над топката, и сформира силна нападателна двойка с високия Томи Тейлър.

## Кариера
Вайълет преминава в Манчестър Юнайтед на 1 септември 1949 г. Включен е в младежкия отбор, а през 1950 г. подписва професионален договор с клуба. Денис дебютира за Юнайтед в среща против Нюкасъл Юнайтед на 11 април 1953 г.
Заедно с Томи Тейлър, Вайълет е нападател в състава, наречен Бебетата на Бъзби от 50-те години. Денис играе голяма роля в спечелването на двете шампионски титли през 1956 и 1957 г. За цялата си кариера в Юнайтед, Вайълет вкарва 178 гола в 291 мача.
След индидента, той продължава кариерата си през сезоно 1959/1960. Вкарва карва 32 гола в 36 мача (клубен рекорд).

## Национален отбор
Денис изиграва едва два мача за националния отбор на Англия. Те са срещу състава на Унгария (загуба) и отбора на Люксембург (победа, в която Денис вкарва един гол).